# Dorfkirche Kränzlin

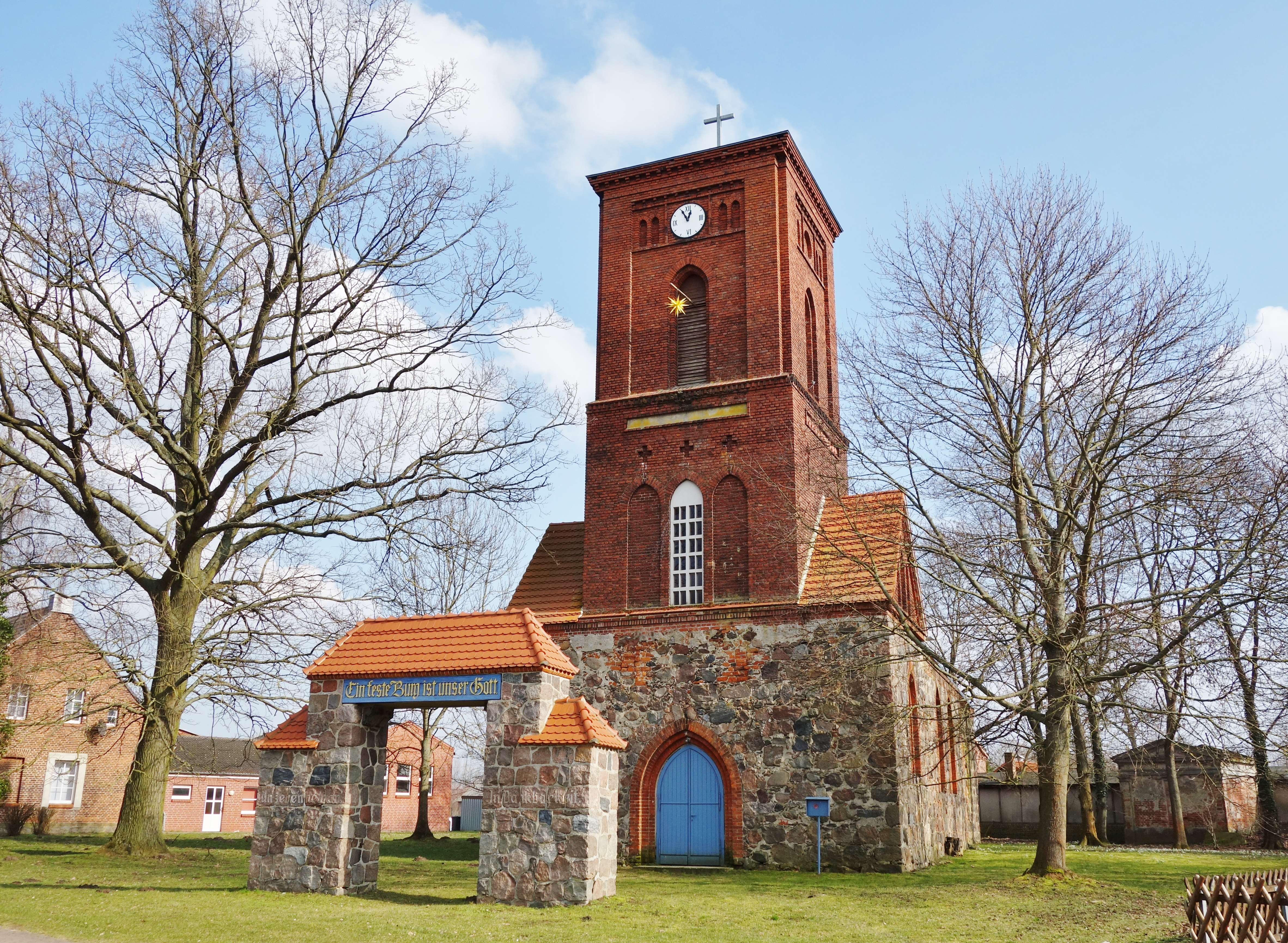
Westseite mit Turm und davor Kriegerdenkmal als Ehrenpforte

Die Dorfkirche in Kränzlin, einem Ortsteil der Gemeinde Märkisch Linden im Landkreis Ostprignitz-Ruppin in Brandenburg, ist ein denkmalgeschütztes Kirchengebäude vom Ende des 13. Jahrhunderts. Seit den 1970er Jahren ist sie eine Ruine.

## Geschichte
Das Gotteshaus datiert in das späte 13. Jahrhundert. Ab der Mitte des 19. Jahrhunderts durchlief die Kirche mehrere Umgestaltungen. So kam es 1856 zu Umbauten, wobei die Außenwände neu gegliedert wurden, und in den Jahren 1895/1896 erfuhr die Kirche wieder eine Erneuerung mit Umbauten. Dabei wurden Veränderungen an Fenstern, Gesimsen und den Decken von Chor und Schiff vorgenommen sowie ein neuer, quadratischer Aufsatz mit Spitzhelm auf den Turm gesetzt. Rund 60 Jahre später folgte 1956/57 eine Renovierung des Innenraums. Seit etwa 1970 handelt es sich um eine Ruine, da während Renovierungsarbeiten Teile des Turms auf das Kirchenschiff fielen. Im Anschluss wurden sowohl der Dachstuhl des Schiffs als auch die Turmspitze entfernt. 1998 setzte eine Notsicherung des Baus ein. Zu diesem Zeitpunkt wurde ein Förderverein zur Erhaltung der Kirche gegründet. Im Jahr 2022 erhielt das Gebäude einen neuen Backsteinboden.
Drei große Brände (1757, 1833 und 1876) beschädigten die Kirche teilweise erheblich und führten zu Veränderungen am Bauwerk. So wurden beim Brand 1876 der hölzerne Kirchturm und auch der Dachstuhl des Kirchenschiffs zerstört. Der Turm ist deshalb später aus massivem Ziegelstein wiedererrichtet worden.

## Beschreibung
Die Saalkirche aus Feld- und Backstein besitzt einen eingezogenen Rechteckchor und einen querrechteckigen Westturm. Das Kirchenschiff besteht zum großen Teil aus Feldstein, während der Turm im Stil der Neugotik ziegelsteinern ist. Die Fenster wurden 1895/1896 neugotisch vergrößert. An der Nordseite finden sich Überreste eines Sakristeianbaus.
Die Ostwand ist größtenteils original. Dort bestehen ein dreiteiliges Fenster in profilierter spitzbogiger Backsteinnische sowie ein Blendengiebel. Möglich ist eine spätmittelalterliche Veränderung einer Dreifenstergruppe mit Backsteinelementen zu einem einzelnen Fenster.
Westlich der Kirche befinden sich vor dem Eingangsportal zwei Denkmäler. Dazu gehört eine Ehrenpforte für die Gefallenen des Ersten Weltkriegs mit Inschriften (Vorderseite oben: „Ein feste Burg ist unser Gott.“; Vorderseite unten: „Unseren Helden In Dankbarkeit“; Rückseite oben: „Sei getreu bis an den Tod.“) sowie zwei Tafeln mit den Gefallenen auf der kirchenzugewandten Seite. Vor der Pforte steht ein Denkmal für die Opfer des Zweiten Weltkriegs mit einer Inschrifttafel („DEN TOTEN ZUM GEDENKEN“; „DEN LEBENDEN ALS MAHNUNG“; „1939–1945“).

## Nutzung
Während die regelmäßigen Gottesdienste Im Pfarrhaus stattfinden, wird die Kirche gelegentlich für Open-Air-Gottesdienste sowie für weitere Veranstaltungen wie Public Viewing und Konzerte genutzt. Die Kirchengemeinde gehört zur Gesamtgemeinde Temnitz im Kirchenkreis Wittstock-Ruppin der Evangelischen Kirche Berlin-Brandenburg-schlesische Oberlausitz (EKBO).

## Galerie

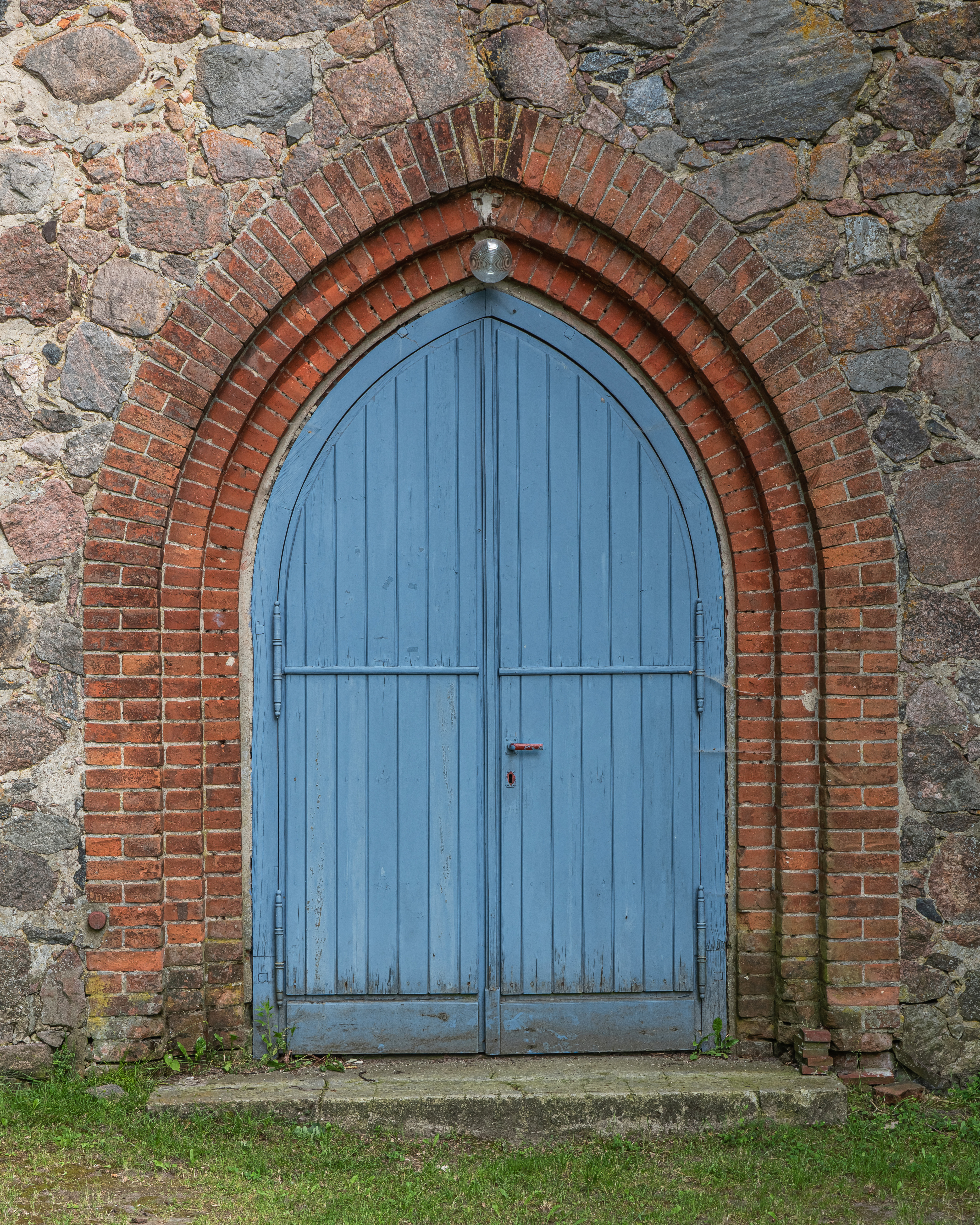
Portal mit Tür
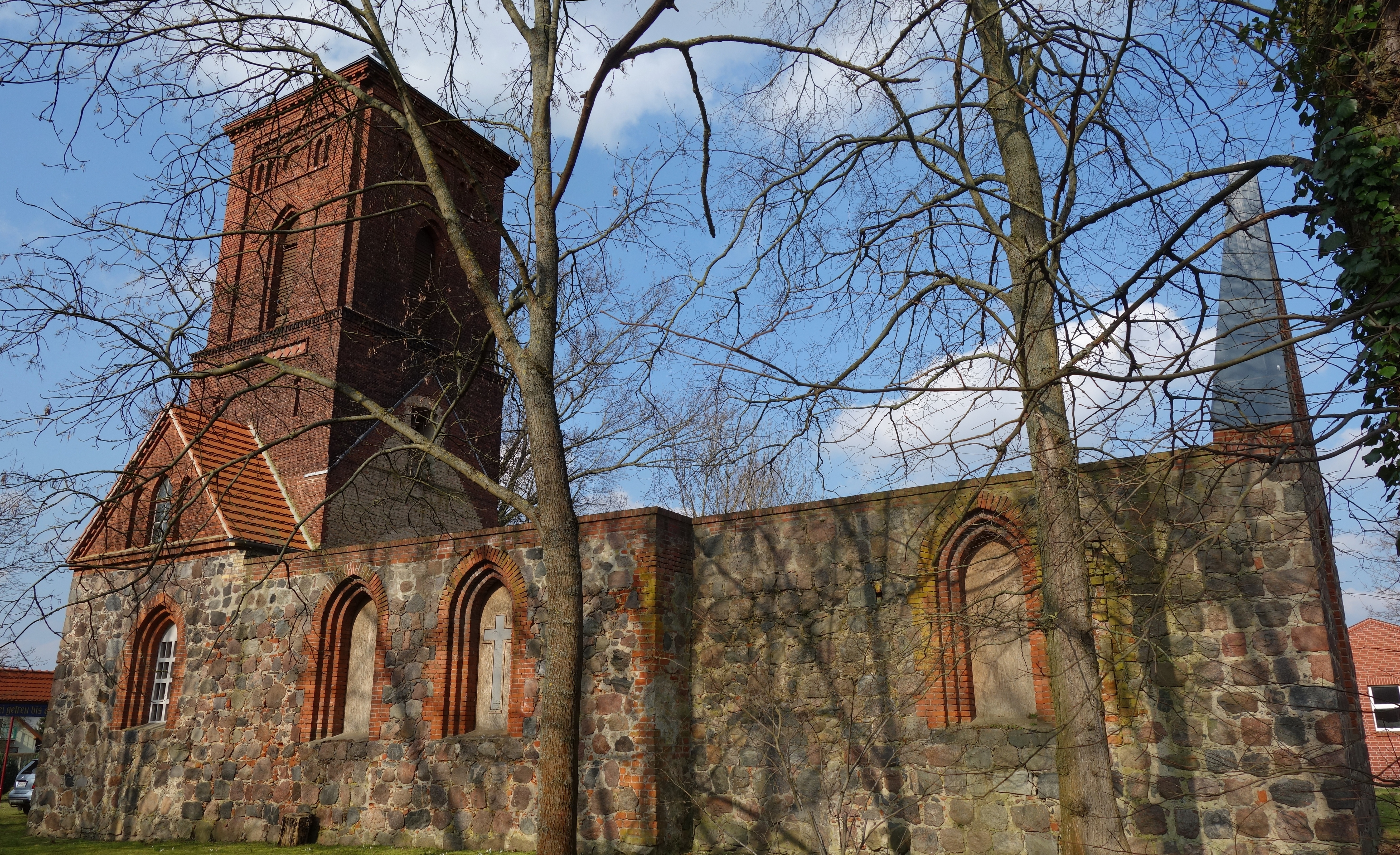
Südseite
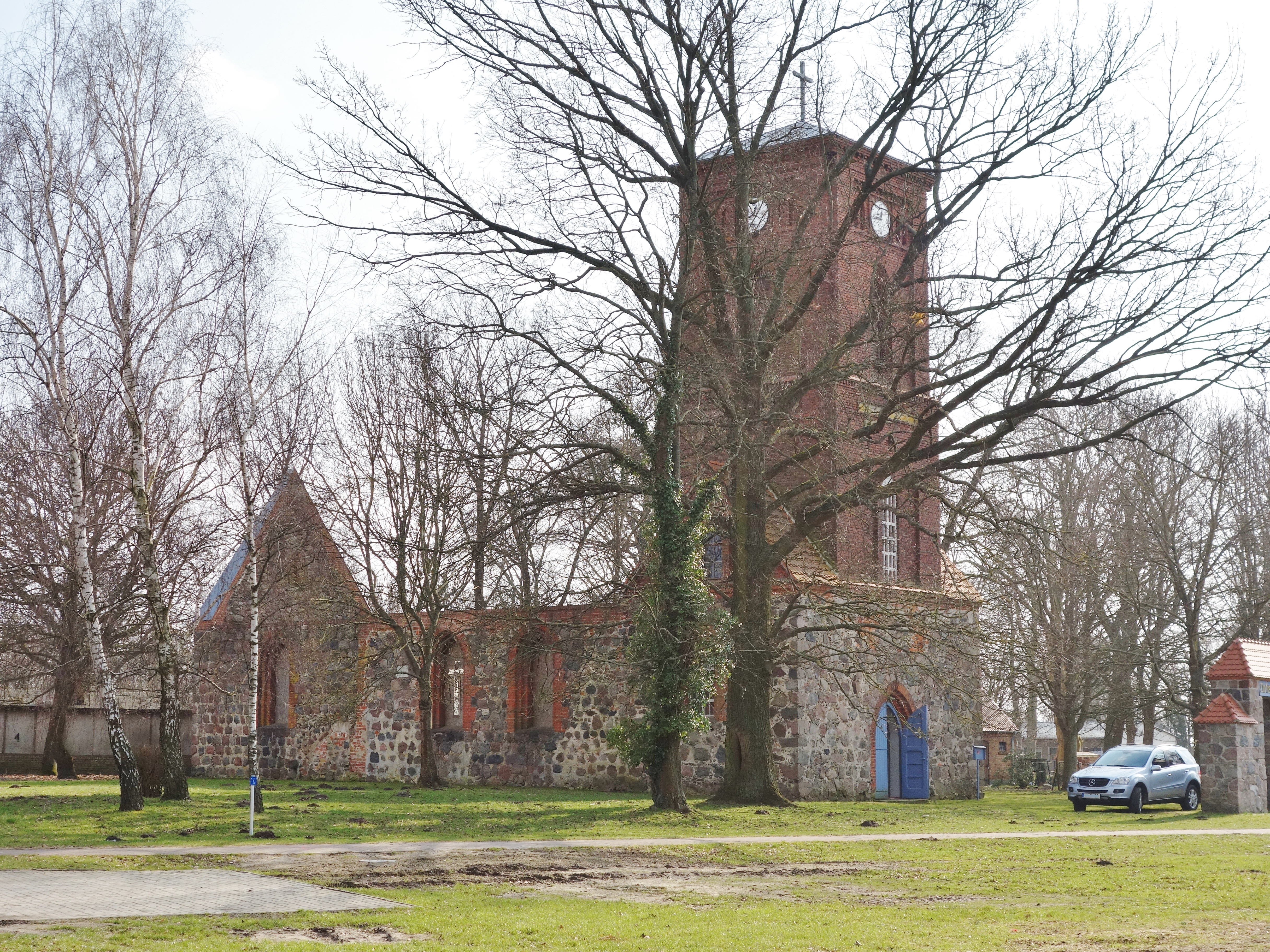
Nordseite
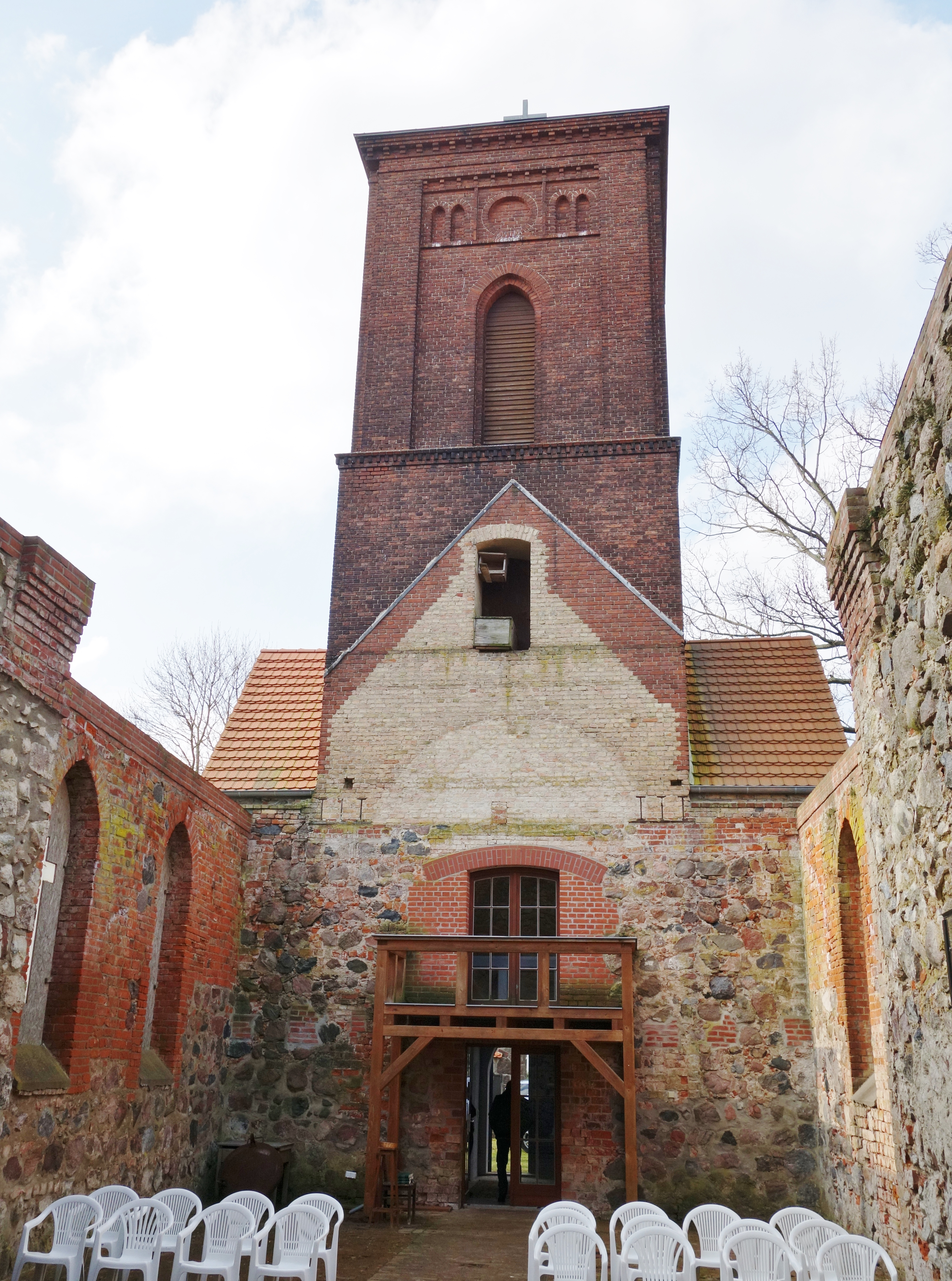
Innenraum Blickrichtung Westen
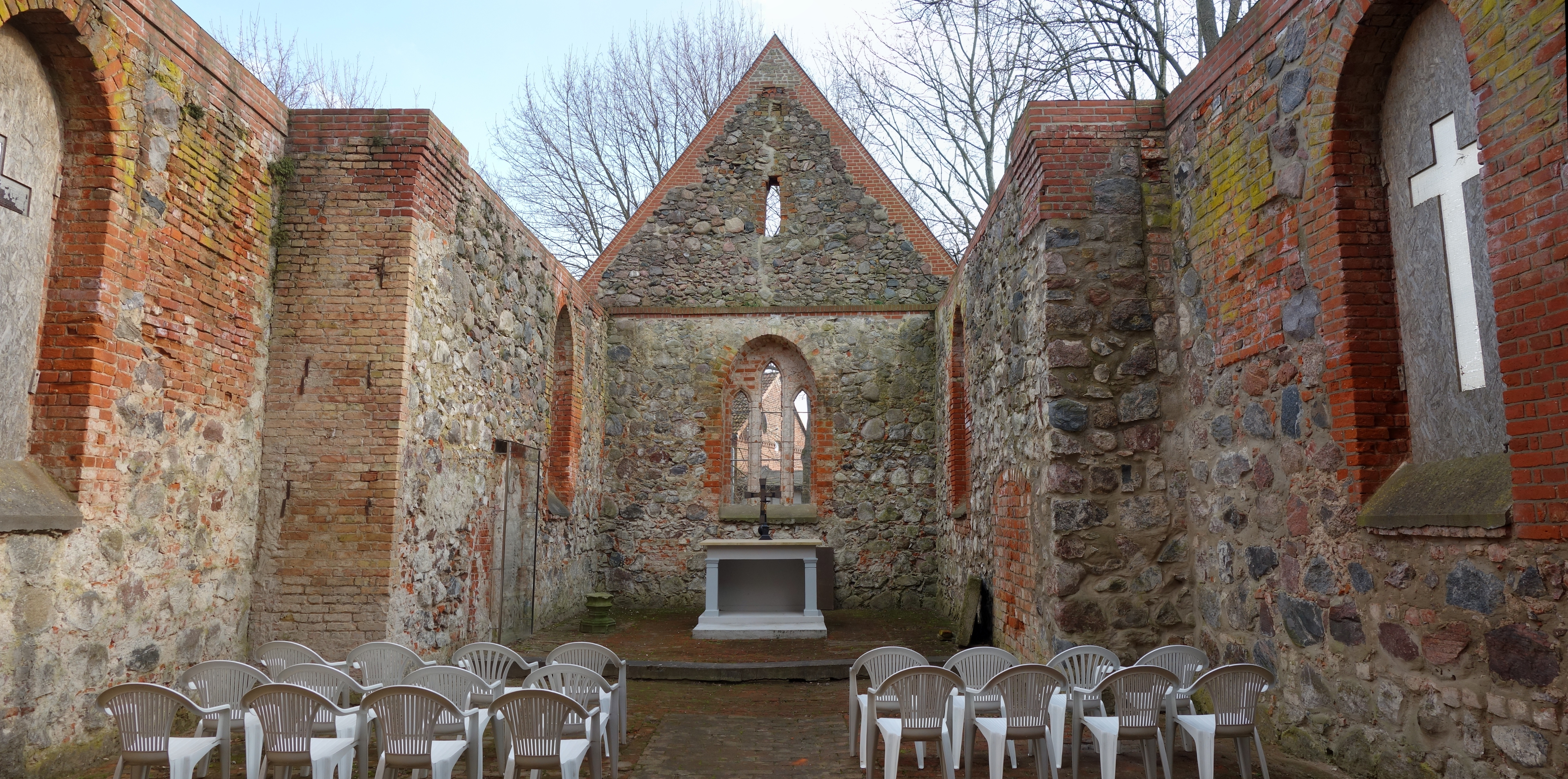
Innenraum Blickrichtung Osten
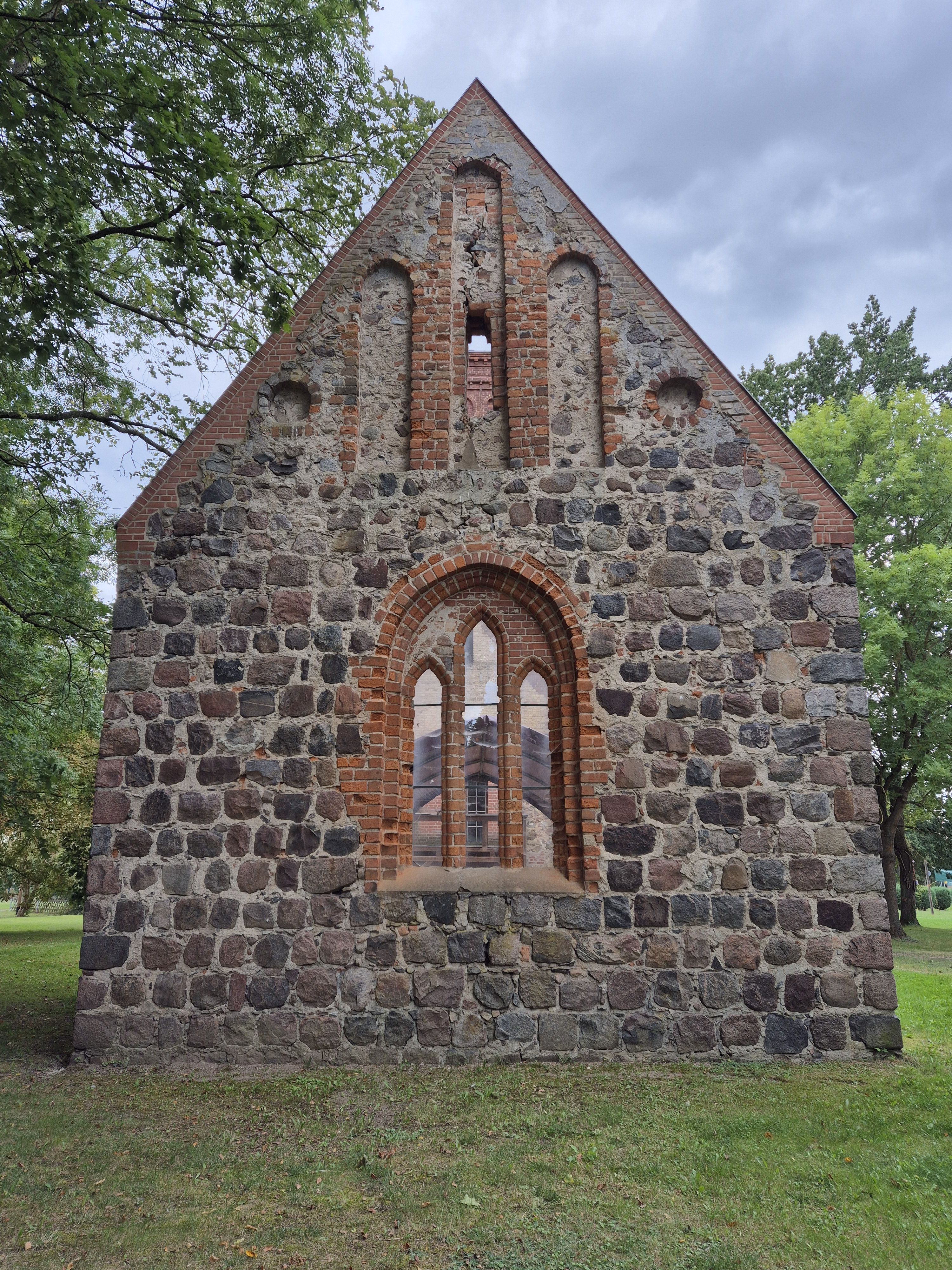
Ostfassade mit verziertem Giebel
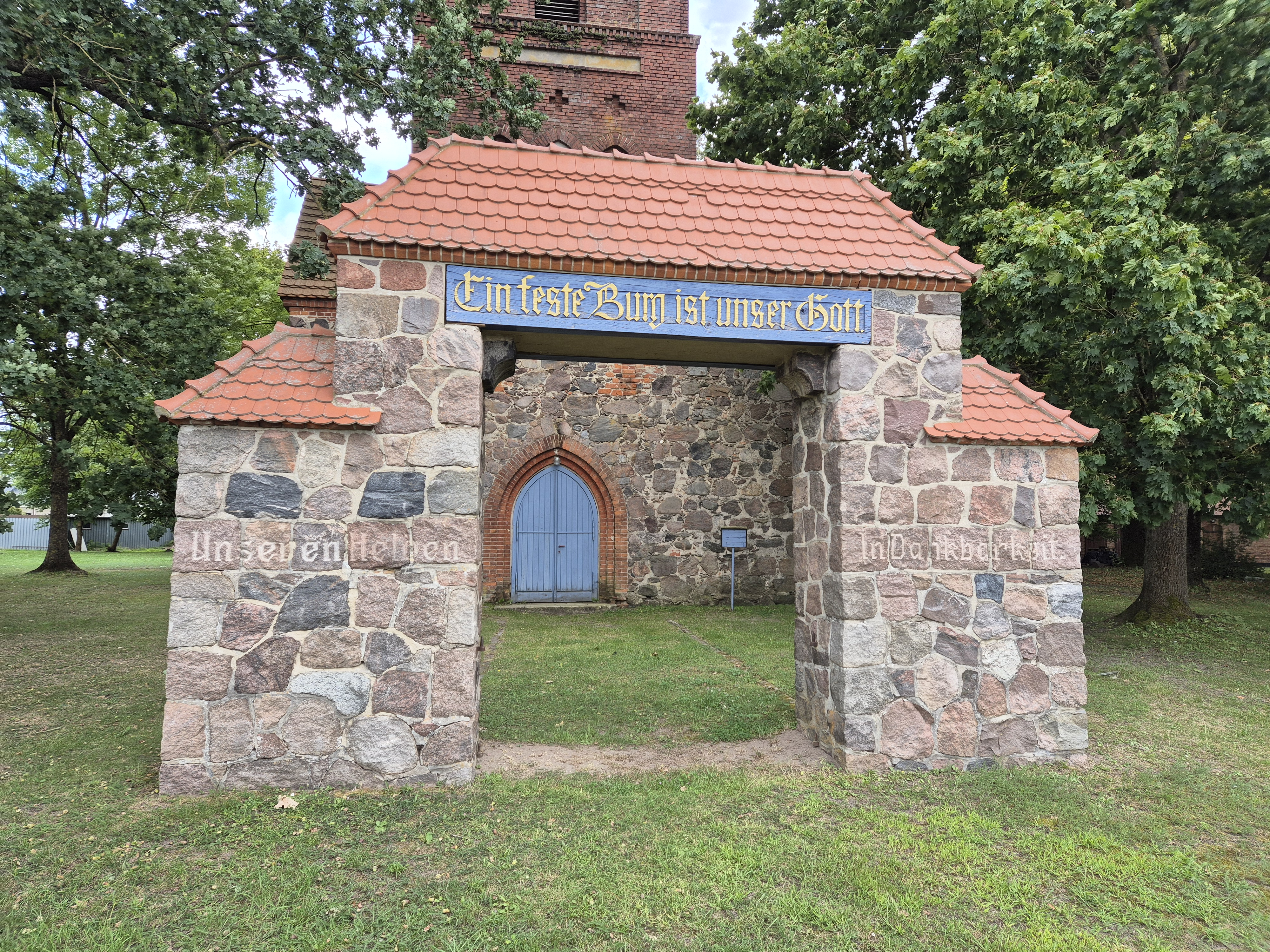
Gefallenendenkmal Erster Weltkrieg
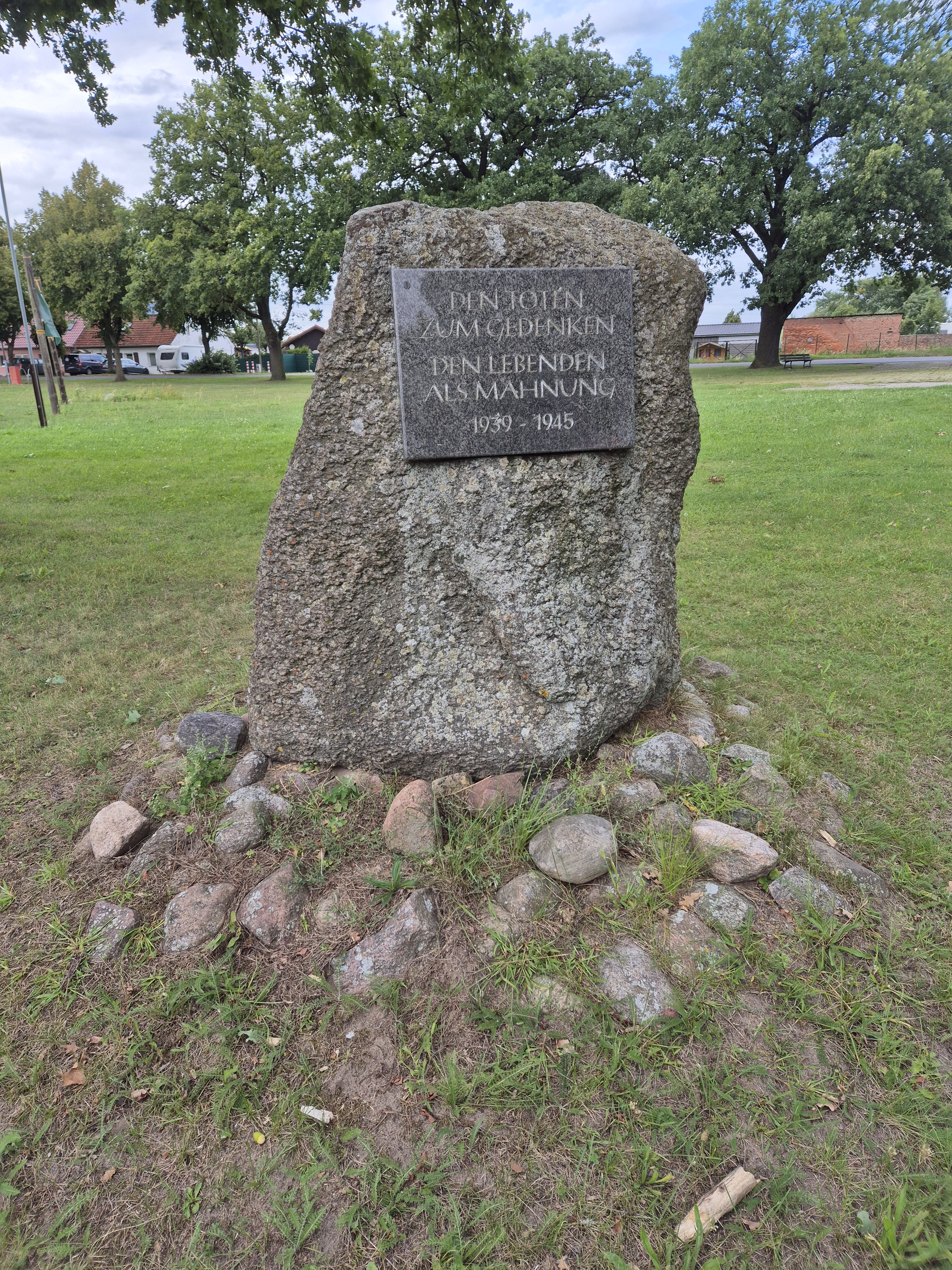
Denkmal Zweiter Weltkrieg, steht einige Meter vor der Ehrenpforte